# Gåstjärnen (Sorsele socken, Lappland)
Gåstjärnen är en sjö i Sorsele kommun i Lappland och ingår i Umeälvens huvudavrinningsområde.